# Vájana

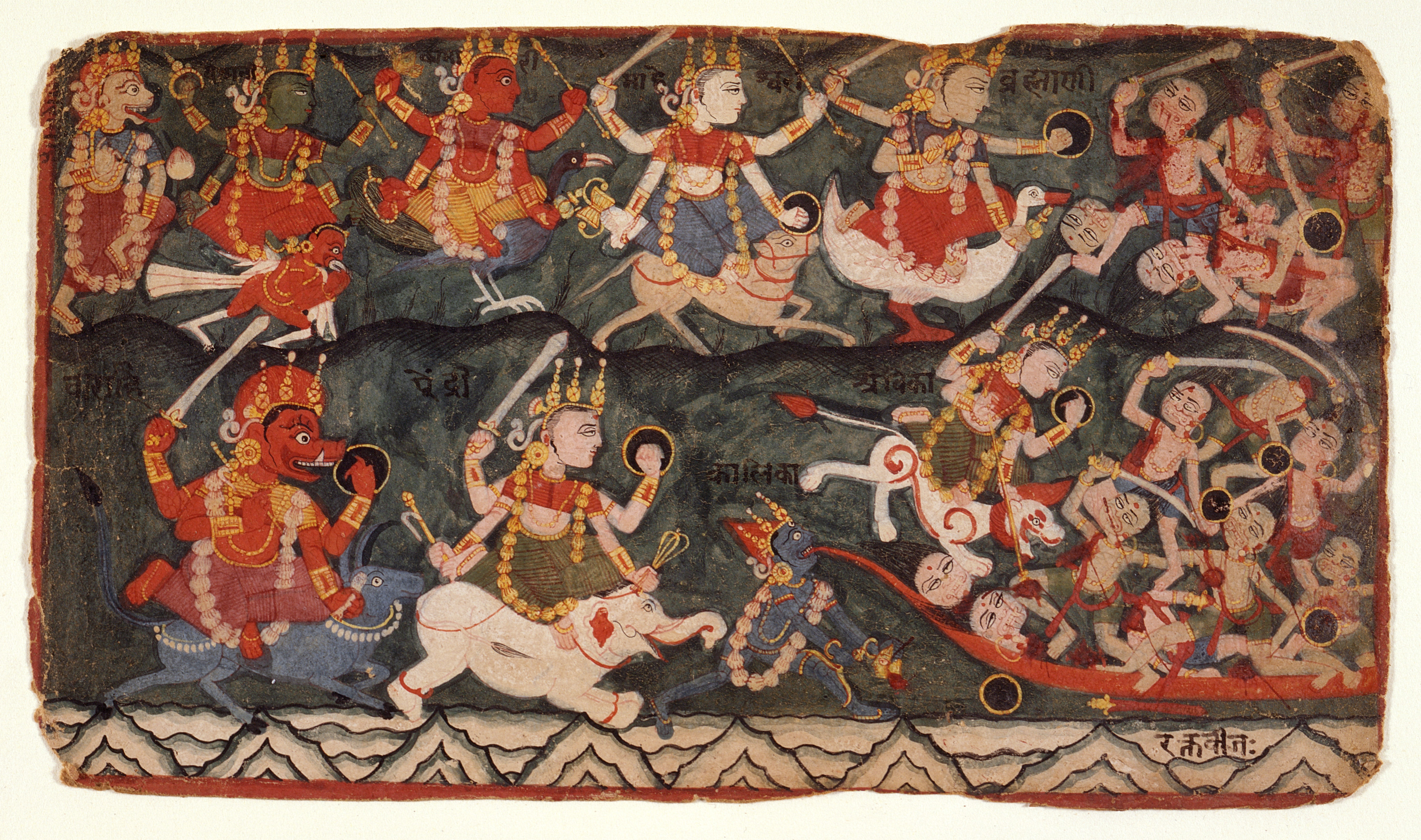
Las Matrikas montando diferentes vájanas como (fila superior, segunda de izquierda a derecha) Garuda, un pavo real, un toro Nandi, un hamsa (ganso/cisne); (fila inferior desde la izquierda) búfalo, elefante y león.

La vájana (en sánscrito: वाहन vāhana, ‘lo que lleva’) denota el ser, típicamente un animal o una entidad mítica, que se dice que una deidad hindú en particular usa como vehículo. En este sentido, la vájana suele denominarse «la montura» de la deidad. La relación entre la deidad y su vájana está entrelazada con gran parte de la iconografía y la teología hindú.
A menudo se representa a las deidades montando (o simplemente montadas) en la vájana. Otras veces, la vájana se representa al lado de la deidad o se representa simbólicamente como un atributo divino. La vájana puede considerarse un accesorio de la deidad, aunque la vájana puede también actuar independientemente, sigue siendo funcionalmente emblemático o incluso sintagmático de su «jinete». Se puede ver a la deidad sentada o de pie sobre la vájana. Puede estar sentada en una pequeña plataforma, montada en una silla de montar o a pelo.
En la iconografía hindú, los aspectos positivos de la vájana suelen ser emblemáticos de la deidad que lo transporta. Nandi, el toro, vájana de Sivá, representa la fuerza y la virilidad. Dinka, el ratón, vájana de Ganesha, representa la velocidad y la agudeza. Parvani, el pavo real, vájana de Karttikeya, representa el esplendor y la majestuosidad. La hamsa, vájana de Sarasvati, representa la sabiduría, la gracia y la belleza.
Sin embargo, la vájana también simboliza las fuerzas del mal sobre las que domina la deidad. Montado sobre Parvani, Karttikeya controla la vanidad del pavo real. Sentado sobre Dinka, la rata (Mushika), Ganesha aplasta los pensamientos inútiles, que se multiplican como ratas en la oscuridad. Shani, el protector de la propiedad, tiene en su interior un buitre, un cuervo o un grajo, en cuyo interior reprime las tendencias al robo. Bajo la influencia de Shani, la vájana puede hacer que incluso los acontecimientos malévolos traigan esperanza.
Según el indólogo Heinrich Zimmer, la vájana significaba un símbolo divino animado que apoyaba la figura antropomórfica de un dios o una diosa es una representación icónica del poder y el carácter de la divinidad en cuestión, o una encarnación de la misma en una etapa inferior y bajo un aspecto diferente. La representación de la vájana debajo del pedestal de la deidad disipa cualquier posible ambigüedad en cuanto a la identidad de este último. Tal tratamiento de las imágenes talladas de divinidades puede haberse originado en Mesopotamia en el transcurso del segundo milenio antes de Cristo; desde allí, a través del comercio, puede haber alcanzado en el subcontinente indio en las épocas posteriores.

## Ejemplos
- Agní (el dios del fuego): el carnero
- Brahmá (el dios creador): el jamsá (un ánsar indio, o un cisne)
- Durga (la diosa guerrera): el león[1]
- Ganga (la madre Ganges): el mákara (monstruo acuático, o cocodrilo)
- Iama (el dios de la muerte): el búfalo
- Indra (el dios del cielo): el elefante Airavata
- Kama (el dios del amor): el loro
- Níriti (antigua deidad védica, diosa de la desgracia): el ser humano.
- Shivá: el toro Nandi
- Váruna (dios del mar): el mákara, un monstruo marino vinculado principalmente a las diosas-río. En sánscrito, mákara se utiliza para designar al cocodrilo, pero su imaginería es mucho más variada, poseyendo partes de diversos animales, desde el pez hasta el elefante.
- Visnú (y Krisná): Garudá, el dios pájaro (enemigo de las serpientes o nagas), parecido a un águila.[3]